# Smash Into Pieces
Smash Into Pieces est un groupe de rock suédois formé en 2008 par Benjamin "Banjo" Jennebo à Örebro.
Le groupe signe avec Gain/Sony Music en 2012. Peu de temps après, ils remportent les "Bandit Rock Awards" en tant que révélation de l'année 2012. Leur premier album Unbreakable sort le 10 avril 2013. au printemps 2014 , le groupe effectue sa première tournée européenne — "The Invincible Tour" — avec Amaranthe et Deals Death. Le groupe a entre autres joué en première partie des groupes Alter Bridge, Halestorm et Amaranthe. Au début du mois de février 2015 apparaît leur nouvel album The Apocalypse DJ. Après leur seconde tournée en 2016 — "Maximalism World Tour" — où ils jouent en première partie des groupes Sonic Syndicate et de nouveau Amaranthe, le groupe sort leur troisième album Rise and Shine fin janvier 2017.
Le groupe participe au Melodifestivalen en 2023 où ils finissent à la troisième place avec leur chanson Six Feet Under.

## Membres
- Chris Adam Hedman Sörbye – chant
- "Scream" Benjamin Jennebo – guitare
- Per Bergquist – guitare
- Viktor Vidlund – basse
- The Apocalypse DJ - batterie

Membres passés
Isak Snow – batterie
Note : Il a été confirmé à plusieurs événements qu'Isak Snow est en fait Apocalypse DJ / APOC. Celui-ci a pris le rôle de ce personnage pour donner une image au groupe. Il n'a jamais quitté le groupe.

## Discographie
Albums studio
- 2013 – Unbreakable
- 2015 – The Apocalypse Dj
- 2017 – Rise and Shine
- 2018 - Evolver
- 2020 - Arcadia
- 2021 - A New Horizon
- 2022 - Throne
- 2023 - Ghost Code

Singles
- 2009 – "Fading"
- 2012 – "I Want You To Know"
- 2013 – "Colder"
- 2013 – "A Friend Like You"
- 2013 – "Unbreakable"
- 2014 – "Disaster Highway"
- 2015 – "Checkmate"
- 2016 – "Merry Go Round"
- 2016 – "Let Me Be Your Superhero"
- 2016 – "Higher"
- 2017 – "Yolo"
- 2017 – "Boomerang (with Jay Smith)"
- 2017 – "Radioactive Mother (Lover)"
- 2018 – "Superstar in Me"
- 2018 – "Ride with U"
- 2018 – "In Need of Medicine "
- 2019 – "Human"
- 2019 – "Arcadia (Jerome remix)"
- 2019 – "Arcadia"
- 2019 – "Ego"
- 2020 – "Mad World"
- 2020 – "Godsent & All Eyes on You"
- 2020 – "Everything They S4y"
- 2020 – "Higher (Zardonic Remix)"
- 2020 – "Big Bang (Zardonic Remix)"
- 2020 – "Big Bang"
- 2020 – "Counting on Me"
- 2020 – "Boomerang (Zardonic Remix)"
- 2020 – "Save It for the Living (Acoustic)"
- 2021 – "Come Along (Acoustic)"
- 2021 – "Rise Up"
- 2021 – "Wake Up (Gaming Remix) (With Tejbz)"
- 2021 – "Counting on Me"
- 2021 – "Broken Parts"
- 2021 – "All Eyes on You (Acoustic Version)"
- 2023 – "Six Feet Under"
- 2024 - "Heroes Are Calling"

## Images

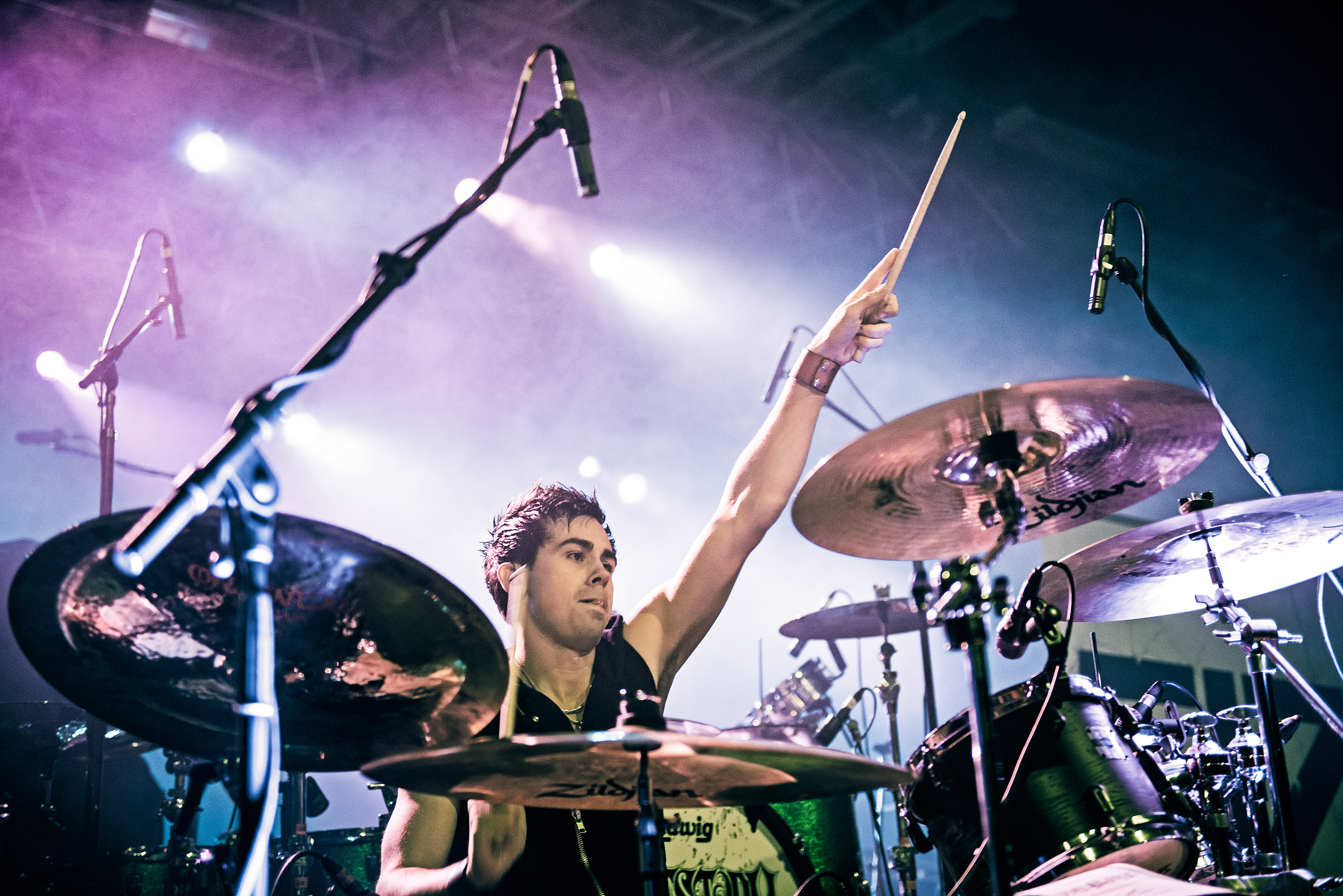
Isak Snow – Alter Bridge / Halestorm 2013
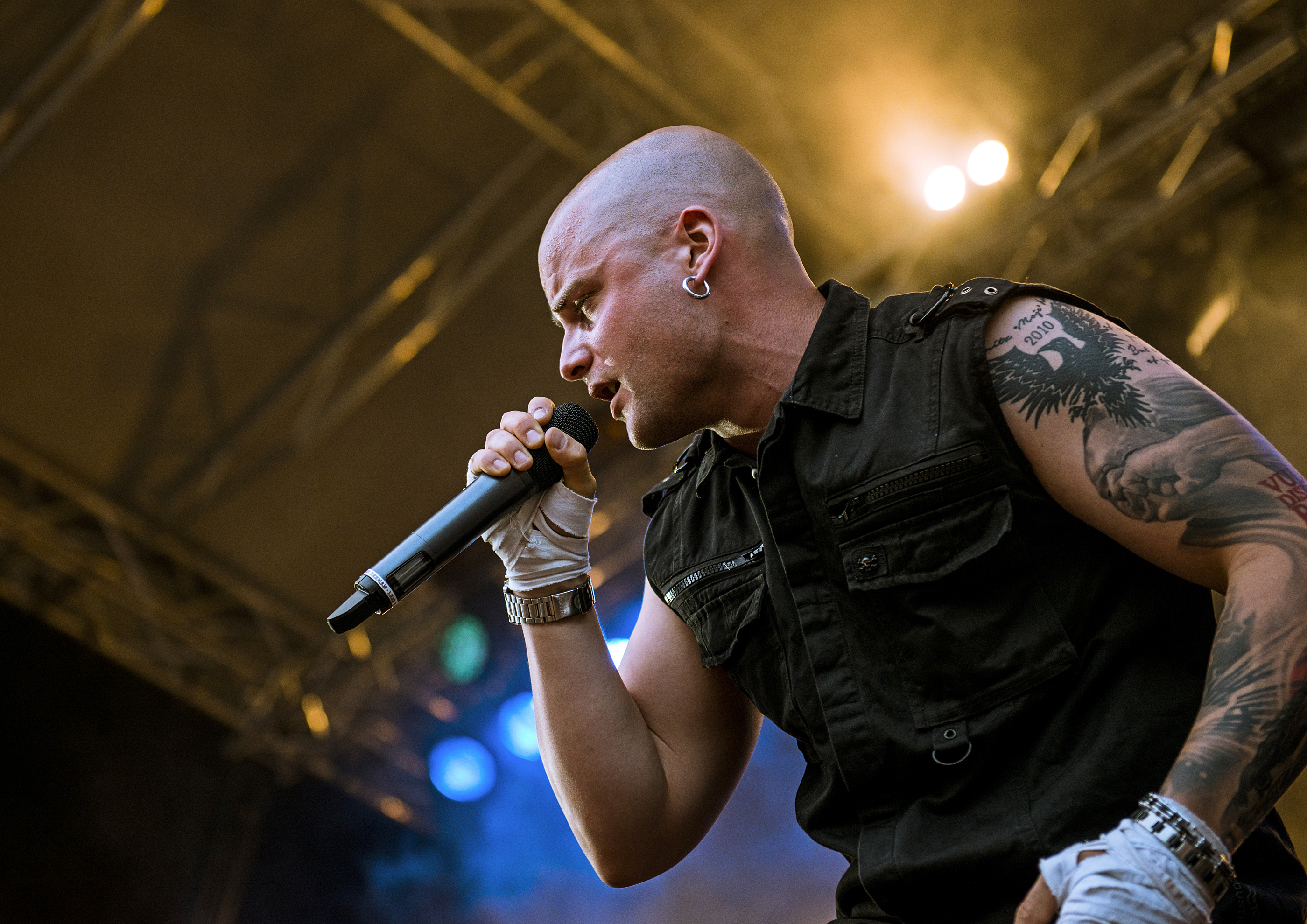
Christ Adam Hedman Sörbye – Rockviken 2014
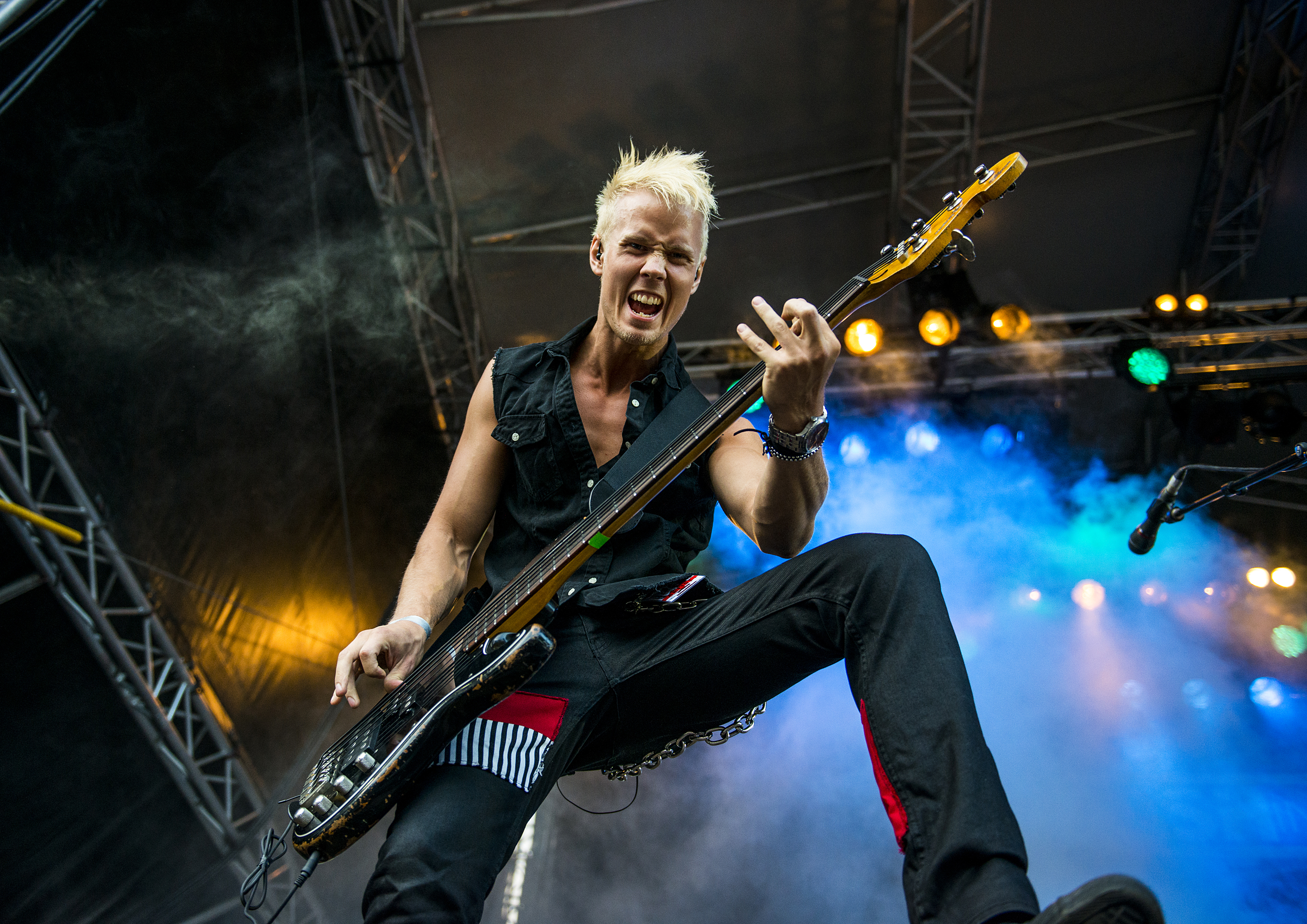
Viktor Vidlund – Rockviken 2014
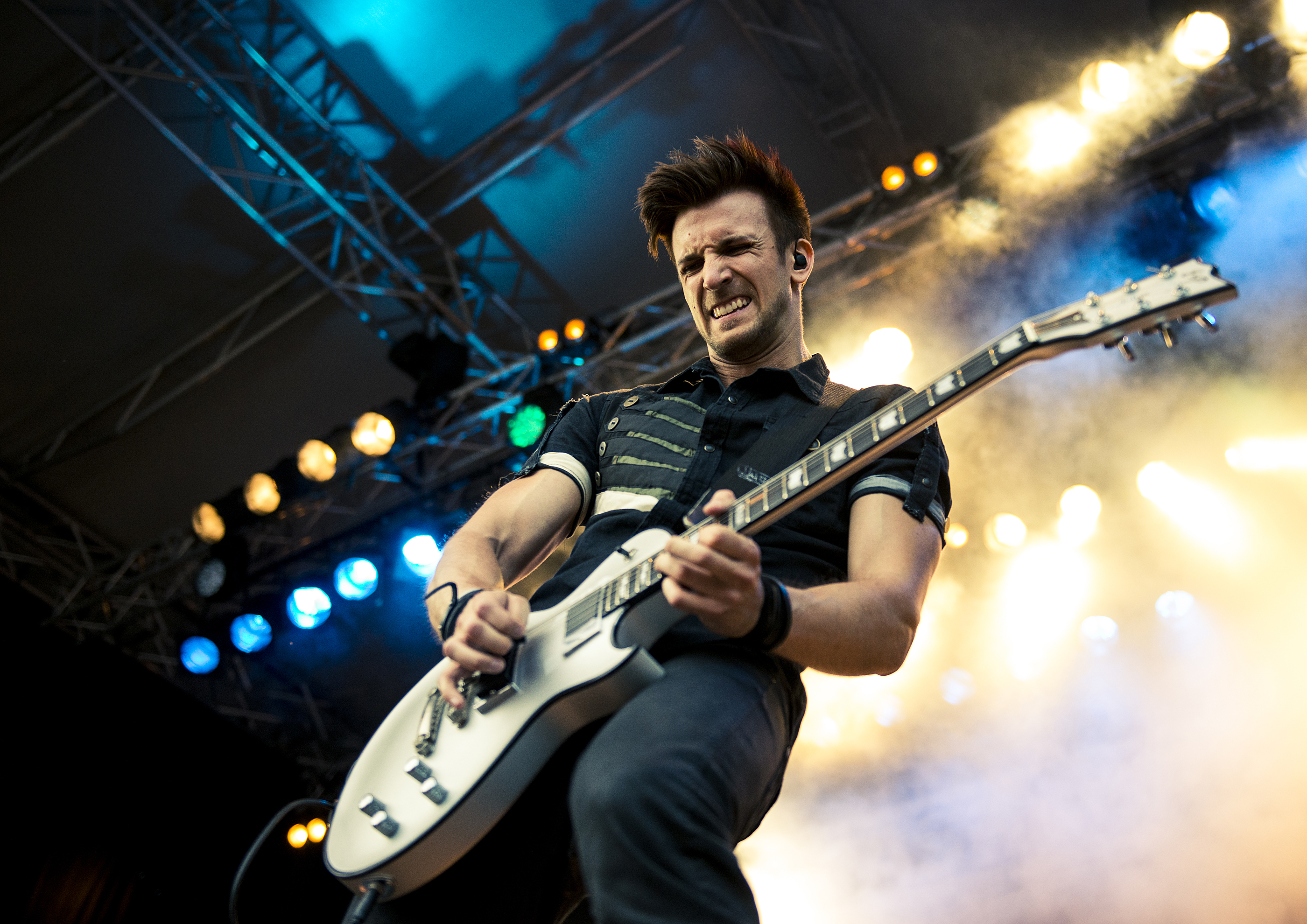
Per Bergqvist – Rockviken 2014
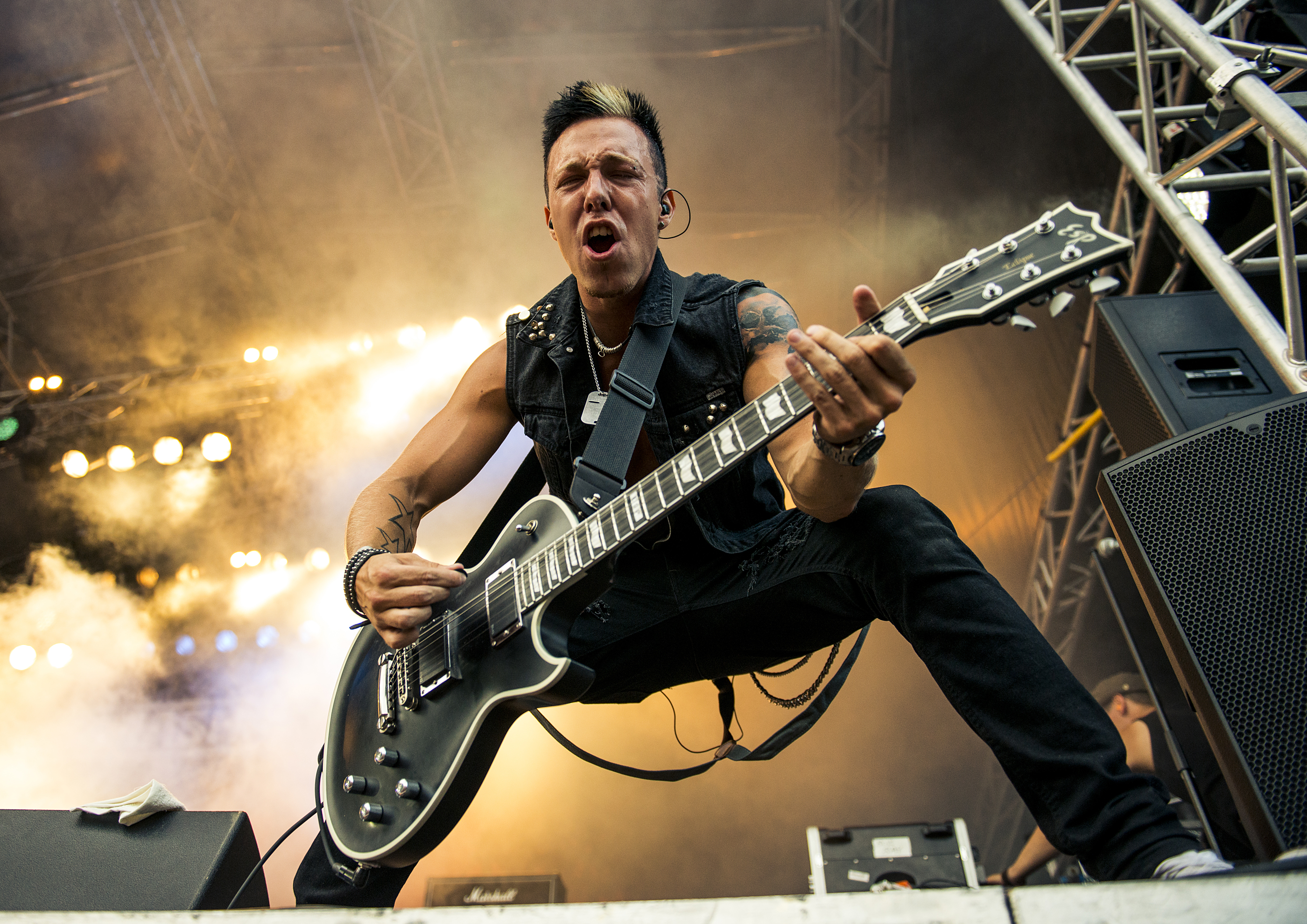
Benjamin Jennebo – Rockviken 2014